# Блэквуд, Джордж
Джордж Генри Раймонд Блэквуд (англ. George Henry Raymond Blackwood; 4 июня 1997, Австралия) — австралийский футболист, нападающий клуба «Аделаида Юнайтед».

## Клубная карьера
Блэквуд — воспитанник клуба «Сидней». 11 октября 2014 года в матче против «Мельбурн Сити» он дебютировал в А-Лиге. 19 марта 2016 года в поединке против «Сентрал Кост Маринерс» Джордж забил свой первый гол за «Сидней». В 2017 году он стал чемпионом Австралии. Летом того же года Блэквуд подписал соглашение с «Аделаида Юнайтед». 8 октября в матче против новозеландского «Веллингтон Феникс» он дебютировал за новый клуб. 8 декабря в поединке против «Мельбурн Виктори» Джордж забил свой первый гол за «Аделаиду Юнайтед».

## Международная карьера
В 2016 году в составе юношеской сборной Австралии Блэквуд стал победителем юношеского чемпионата Азии, а также его лучшим бомбардиром, забив 6 голов.

## Достижения
«Сидней»
- Чемпион Австралии: 2016/17